# Lake Harihari
Der Lake Harihari ist ein See im Waitomo District der Region Waikato auf der Nordinsel von Neuseeland.

## Geographie
Der Lake Harihari ist ein Sanddünensee und befindet sich rund 2,35 km südlich des Lake Rotoroa sowie rund 9,5 km südsüdwestlich des an der Westküste besser bekannten Kawhia Harbour. Der siebenarmige See liegt nur rund 470 m von der Küste zur Tasmansee entfernt, wird aber durch eine bis zu 115 m hohe kleine Bergformation von der Küste geschützt. Der rund 18,4 Hektar große See erstreckt sich in seiner längsten Ausdehnung über rund 925 m in Nordwest-Südost-Richtung und misst an seiner breitesten Stelle rund 215 m in Ost-West-Richtung. Der Lake Harihari besitzt eine Uferlinie von rund 3,6 km und kommt an seiner tiefsten Stelle auf eine Tiefe von 8,5 m.
Sein Wassereinzugsgebiet beträgt rund 1,34 km² und an seiner südlichen Seite entwässert der kleine Waihekuri Stream den See in Richtung der Tasmansee.